# Вири (Сарненський район)
Вири́ — село у Сарненському районі Рівненської області України. Населення становить 2063 осіб. Центр Вирівської сільської громади.

## Географія
Село Вири розташоване за 32 км від районного центру Сарни та 10 км від залізничної станції Клесів. Розташоване на Поліській низовині, що входить до складу Українського щита, який місцями виходить на поверхню. Основні гірські породи — граніт, амовіальний пісок, глина.

## Історія
Перша згадка про с. Вири відноситься до 1512 року[джерело?]. У XVI—XVIII столітті Вири — володіння руських (українських) бояр, шляхтичів Бабинських гербу «Бій». Село входило до ключа Кам'яне.
Станом на 1859 рік, у власницькому селі Вири налічувалося 33 дворів та 239 жителів (119 чоловіків і 120 жінок), з них 233 православних, 3 євреїв і 3 римо-католиків.
У 1906 році село Вирівської волості Рівненського повіту Волинської губернії. Відстань від повітового міста 120 верст. Дворів 80, мешканців 513.
До 1939 року село перебувало в складі Польщі. Економіка населеного пункту в той період була сконцентрована, переважно, на добуванні граніту в місцевих кар'єрах. При цьому їх рівень технічної оснащеності був низьким, робітники працювали вручну по 10-14 годин на день. У селі діяло 5 крамниць, млин, неподалік нього знаходилось депо. Також у вирах працювали працював тартак, перукарня, поліклініка, яку в народі називали «Касахори», лісництво та олійниця. Навчання в школі велося на польській мові й тривало 4 роки. В селі існували вулиці Закаплиця (на ній розташовувалася невелика каплиця), Станок, Гразь (на вулиці часто була багнюка), Піскувата.
В 1939 році Вири було приєднано до УРСР. Навчання в школі почали вести українською мовою.
В Другій світовій війні взяли участь 116 жителів села, 61 з яких загинув. У роки війни в лісах поблизу села діяв партизанський загін Дмитра Медведєва «Переможці». Зв'язковим у партизанському загоні був виривчанин Костянтин Довгер, який загинув під час війни. Вулиця, на якій він проживав партизан названа його іменем. Його донька Валентина Довгер співпрацювала з радянським розвідником та диверсантом Миколи Кузнєцова.
Також жителі села активно воювали в складі УПА. Біля Вир, в урочищі «Підолузиха», знаходиться братня могила 170 воїнів УПА. На ній встановлено дубовий хрест.
В 1946 в селі було створено колгосп «Жданівський».
Восьмеро виривчан воювали в Афганістані, один із них — Віктор Мусійович — загинув. За проявлену мужність його посмертно нагородили орденом «Червоної Зірки», також на його честь названо одну із вулиць села та встановлено меморіальну дошку з його ім'ям на фасаді місцевої школи.
У 2005 році в центрі села виросла з'явилася Свято-Миколаївська церква, яка була зведена за кошти виривчан.
Станом на 2015 рік Вири мало 440 домогосподарств, у яких поживало 2106 жителів. В населеному пункті діяли будинок культури, ФАП, перукарня, публічно-шкільна бібліотека, загальноосвітня середня школа І-ІІІ ступенів, відділення зв'язку, мережа магазинів, кафе-бар, ТзОВ «Вирівський кар'єр», Любонське лісництво, Ясногірське лісництво та ТзОВ «Валентина».

## Населення
За переписом населення 2001 року в селі мешкало 1 780 осіб.

### Мова
Розподіл населення за рідною мовою за даними перепису 2001 року:
| Мова       | Відсоток |
| ---------- | -------- |
| українська | 99,67 %  |
| російська  | 0,27 %   |
| білоруська | 0,05 %   |

## Відомі люди

### Народились
- Євгейчук Віктор Мусійович (1961—1980) — радянський військовик, учасник афганської війни.